# Museo del Parco Nazionale della Val Grande
Il Museo nazionale del Parco Nazionale Val Grande è un museo di Malesco (VCO), che raccoglie reperti archeologici di Malesco e delle zone vicine.

## L'edificio
Il museo ha sede nel "palazzo Pretorio" originariamente sede dalla Pretura della valle Vigezzo e del Tribunale dell'Inquisizione, diventato di proprietà privata nel XV secolo, delle famiglie Fucio, Cioja e Pollini. All'interno sono presenti frammenti di intonaci cinquecenteschi. Sulla porta di ingresso è incisa la data 1543 e il nome Antonious Fucius, che potrebbero essere collegati alle originarie decorazioni cinquecentesche, in gran parte persi a causa di un abbassamento del soffitto nel XVII secolo.
Nel 1877 i piani inferiori furono adibiti a latteria comune che metteva a disposizione delle famiglie associate una struttura per la lavorazione del latte.
Nel 2006 l'edificio è stato restaurato ed adibito a sede museale ed è parte dell'ecomuseo Ed Leuzerie e di Scherpelit.

## Collezione

### Preistoria
Il reperto più antico è un'ascia in bronzo a margini rialzati, del tipo di Robbio e Desor, datata tra il 1800 e il 1650 a.C., ritrovata nella frazione Meis di Re e facente parte dell'equipaggiamento di un metallurgico ambulante. Risale invece al 1000 a.C. una forma di fusione per la produzione di spilloni ritrovata a Toceno analoga a forme risalenti allo stesso periodo ritrovate sul lago di Viverone. La stessa forma pare poi sia stata riutilizzata, invertendo il senso di colata, per produrre un manico di rasoio con decorazione a giorno del tipo St. Andrè.

### Età Romana
Il museo possiede un'ampia collezione di oggetti di vasellame (bicchieri, pentole e tegami) ritrovati nella necropoli di Craveggia, che testimonia la produzione di recipienti torniti o scavati nella locale pietra ollare risalenti all'epoca imperiale romana. La tornitura si affermerà successivamente come tecnica esclusiva a partire dal IV - V secolo d.C. diffondendosi dai luoghi di produzione nelle vallate alpine a tutta l'Italia settentrionale. Un recipiente risalente al IV secolo e ritrovato a Finero era stato usato per nascondere un tesoro (12 monete di oro, 250 di argento e alcuni gioielli).
Sempre ritrovati nella necropoli di Craveggia ci sono numerosi esemplari di vasellame in ceramica sigillata e in vetro che testimoniano la presenza di commerci con l'Italia settentrionale. Una serie di casseruole in oro e argento riportano il marchio Plubius Cipius Polybius, un artigiano campano.
Sono esposte alcune ornamenti delle popolazioni lepontine, per esempio fibule del tipo soldatenfibeln (fermagli a filo semplice con staffa piena) e alpine del tipo "mesocco" (con arco a cresta laminare decorato con incisioni), una fibula circolare decorata con smalti policromi e fibbie da cintura, tra cui un esemplare in ferro decorato (risalente al VI-VII secolo). Sono presenti anche alcune gemme intagliate usate per decorare gli anelli in ferro. Queste ultime di importazione.

### Latteria

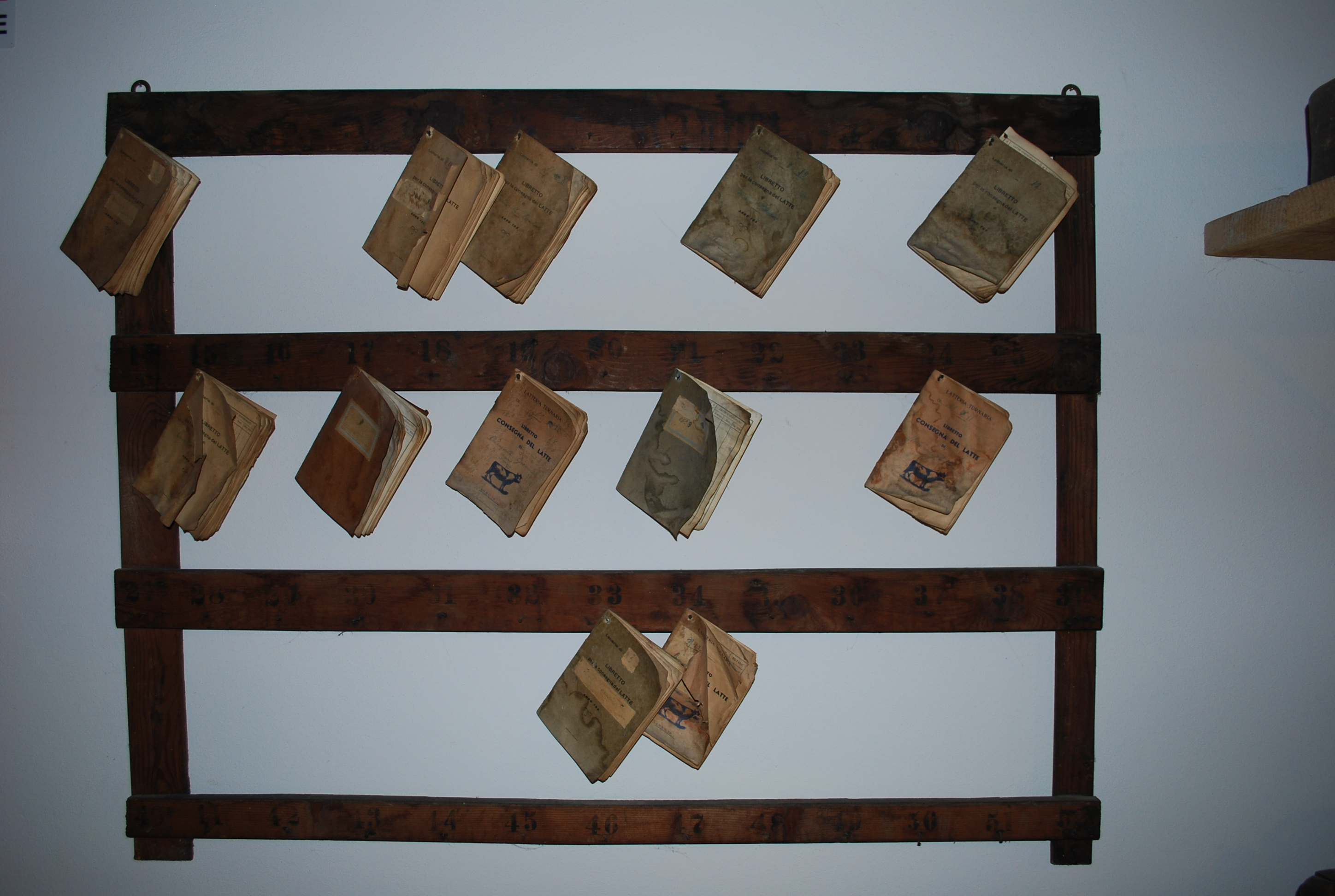
I registri del latte

Nei piani inferiori sono esposti alcuni degli attrezzi utilizzati dalla latteria comune, una zangola rotatoria per la produzione del latte, il focolaio in pietra ollare e il calderone per bollire il latte, una vasca per la salamoia delle forme, pesi in pietra per la pressatura del formaggio e alcuni registri utilizzati per registrare il latte portato dai soci.